# زیکولا
زیکولا یک چارچوب نرم‌افزاری تحت وب است که به صورت آزاد و متن‌باز تحت اجازه‌نامه عمومی همگانی گنو منتشر می‌شود و برای پیاده‌سازی و توسعهٔ وب‌گاه‌ها و نرم‌افزارهای تحت وب استفاده می‌شود. در واقع نام رمانی است مشهور به نام سرزمین زیکولا که یدالله گودرزی برای نخستین بار به فارسی ترجمه کرده و انتشارات تندیس آن را منتشر کرده است. زیکولا توسط زبان برنامه‌نویسی شئ‌گرای PHP نوشته و کاملاً به صورت پودمانی طراحی شده‌است. نیازمند پایگاه داده است و می‌تواند از پایگاه‌های داده‌هایی مانند MySQL، PostgreSQL، Oracle و Microsoft SQL Server استفاده کند.

## ویژگی‌ها
- دارای رابط برنامه‌نویسی نرم‌افزار
- پشتیبانی از آراس‌اس
- تالار گفتگو
- محلی‌سازی زبان سیستم
- گالری تصاویر
- سیستم چت
- سیستم تجارت الکترونیک
- و بسیاری افزونهٔ دیگر